# Lapat Ngamchaweng
Lapat Ngamchaweng (tiếng Thái: ลภัส งามเชวง, phiên âm: La-phát Ngam-cha-ven, sinh ngày 24 tháng 11 năm 1998) còn có nghệ danh là Third (tiếng Thái: เติร์ด), là một ca sĩ, diễn viên, người mẫu và đại sứ thương hiệu người Thái Lan. Anh hiện đang là thành viên ban nhạc TRINITY, và sở hữu công ty của riêng mình mang tên T3 Group Entertainment nhằm quản lý các hoạt động cá nhân. Trước đây, Third từng hoạt động với tư cách một nghệ sĩ solo tại hãng thu âm nổi tiếng Kamikaze, và là một thành viên của dự án âm nhạc Nine By Nine (9x9).

## Tiểu sử
Third Lapat sinh ngày 24 tháng 11 năm 1998 tại Bangkok, Thái Lan. Anh là con út trong một gia đình người Thái gốc Hoa, với bố là người Hoa và mẹ là người Thái gốc Hoa. Third có hai người chị gái lần lượt là Larisa Ngamchaweng (Lyly) và Larisara Ngamchaweng (Biba).
Third dành những năm tháng học phổ thông tại trường quốc tế New Sathorn International School Lưu trữ ngày 11 tháng 8 năm 2020 tại Wayback Machine. Hiện tại, anh là cử nhân khoa Nghệ thuật Truyền thông tại Đại học Chulalongkorn, ngôi trường đại học danh giá và nổi tiếng ở Thái Lan. Anh tốt nghiệp vào năm 2020.
Hoạt động với tư cách người mẫu từ năm 7 tuổi, Third là gương mặt của nhiều chiến dịch quảng cáo và TVC cho các nhãn hàng tiêu dùng như Dutch Lady, Ajinomoto, KFC, McDonald's, Pizza Hut, Ovaltine, Splash, Siam Ocean World, Yamaha, Bento, v.v. Đây cũng là cơ hội để anh bén duyên với con đường nghệ thuật và được phát hiện bởi các công ty giải trí vào những năm sau đó.

## Sự nghiệp

### 2013-2015: Khởi đầu sự nghiệp

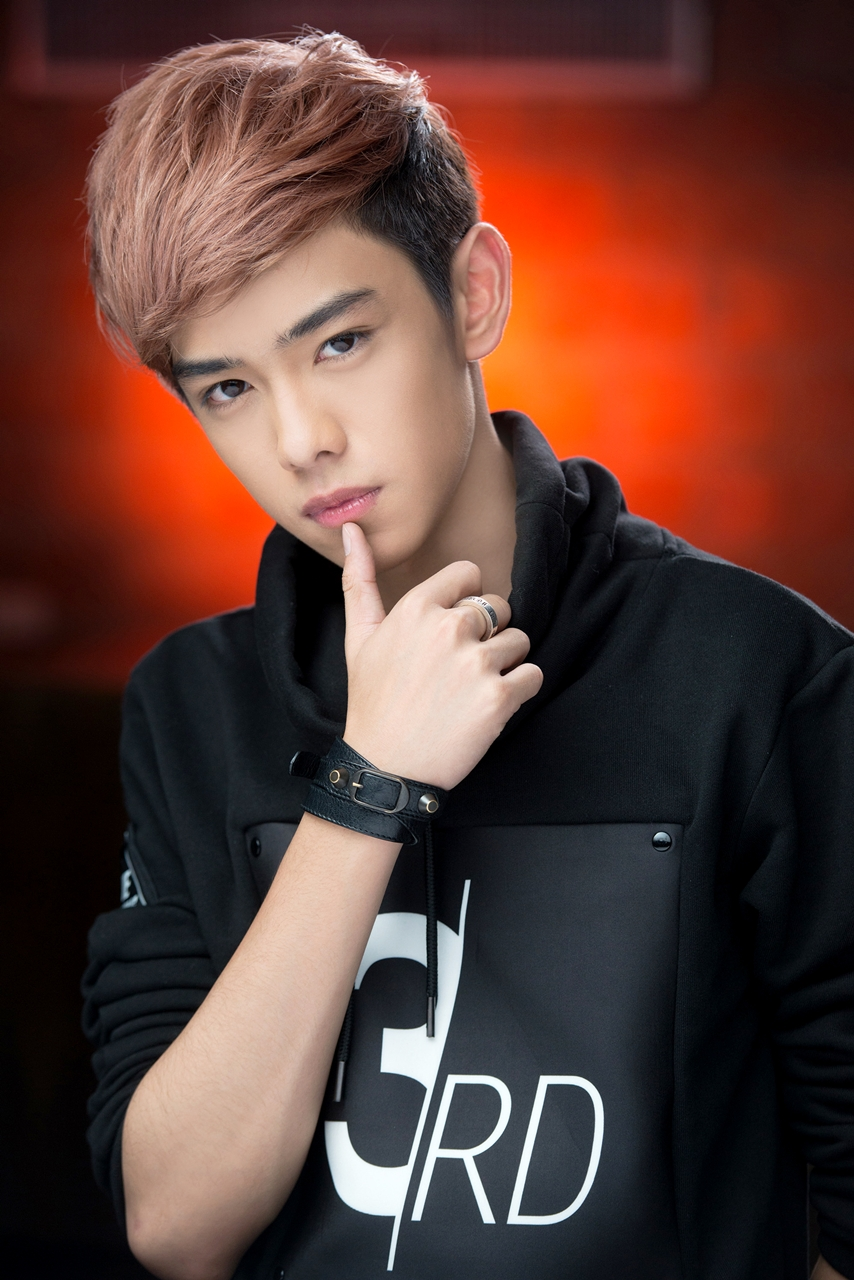
Lapat năm 2016 khi là Third Kamikaze

Third tham gia vào các hoạt động giải trí từ khá sớm nhờ vào sự dìu dắt của các chị gái - vốn cũng là những người mẫu thiếu niên lúc bấy giờ. Anh tỏ ra đặc biệt quan tâm tới lĩnh vực diễn xuất, và đã nhận được vai diễn đầu tiên trong dự án remake Romeo và Juliet phiên bản nhí vào năm 2012. Trong bộ phim này, Third thủ vai nam chính Romeo và có lời thoại hoàn toàn bằng tiếng Anh.
Trong một lần tham gia dự án quảng cáo với một số thành viên của Kamikaze, Third tình cờ được phát hiện bởi đội ngũ công ty. Mặc dù chưa có kỹ năng vũ đạo và thanh nhạc bài bản trước đó, anh vẫn vượt qua vòng tuyển chọn và chính thức trở thành thực tập sinh của Kamikaze vào năm 2013. Anh đã dành hai năm luyện tập sau hậu trường trước khi cho ra mắt đĩa đơn đầu tiên mang tên Reminder (ที่ระทึก) - đây cũng là cột mốc đầu tiên của Third trong nền công nghiệp giải trí Thái Lan, với tư cách một nghệ sĩ chuyên nghiệp.
Ca khúc đầu tiên của Third - Reminder (ที่ระทึก) được ra mắt vào ngày 27 tháng 8 năm 2014 trên kênh Youtube chính thức của Kamikaze. Nối tiếp sau đó, anh hợp tác với nữ ca sĩ đồng nghiệp Thank You trong bài hát Following (ไปไหนไปกัน), ra mắt ngày 4 tháng 11 cùng năm. Các sản phẩm này được khán giả trẻ Thái Lan yêu thích nhờ vào phong cách trẻ trung, vui nhộn. Tính đến tháng 2 năm 2024, MV Reminder đã đạt gần 350 triệu lượt xem trên Youtube, được ghi nhận như một trong những MV thành công nhất của âm nhạc Thái Lan hiện đại.

### 2015–2017: Gặt hái những thành công
Ngày 4 tháng 6 năm 2015, ca khúc ballad Just One Word được ra mắt, mang đến cho khán giả một khía cạnh chững chạc hơn hình ảnh năng động thường thấy của Third. Cũng trong năm 2015, Third có cơ hội hợp tác với Marc Thanat - một ca sĩ solo trẻ tuổi cùng công ty Kamikaze. Đôi bạn cùng kết hợp lần đầu tiên trong ca khúc Hidden Love và nhanh chóng thu hút được nhiều fan hâm mộ nhờ vào sự tương tác ăn ý của cả hai. Cùng với Marc, Third là nghệ sĩ thành công nhất trong 'thế hệ thứ 3' của công ty Kamikaze.
Đầu năm 2016, Third đã cho ra mắt MV phim ca nhạc có tựa đề Love Warning với sự tham gia diễn xuất của hiện tượng mạng xã hội lúc bấy giờ - Sarina Ruttana. MV được cho là lấy cảm hứng từ bộ phim Hàn Quốc nổi tiếng "Boys Over Flower". Sản phẩm này đã tạo nên cơn sốt không nhỏ trong làng âm nhạc Thái Lan và trở thành một bản hit quốc tế với hơn 250 triệu lượt xem trên Youtube (tính đến tháng 2 năm 2024). Thành công này đã đưa Third trở thành ngôi sao tuổi teen hàng đầu Thái Lan, với hàng loạt các dự án và hợp đồng quảng cáo lớn nhỏ.
Thừa thắng xông lên, Third cùng Marc và các nghệ sỹ trẻ của Kamikaze cùng tham gia vào dự án phim trực tuyến 21 days, I love you. Bộ phim được phát sóng trên ứng dụng LINE TV vào tháng 3 năm 2017, và cũng là dự án phim ảnh đầu tiên của Kamikaze. Trong bộ phim, Third thủ vai Rain - nam chính của phim. Anh cũng có cơ hội được thể hiện ca khúc nhạc phim mang tên Stay.

### 2018–nay: Sự trở lại mạnh mẽ

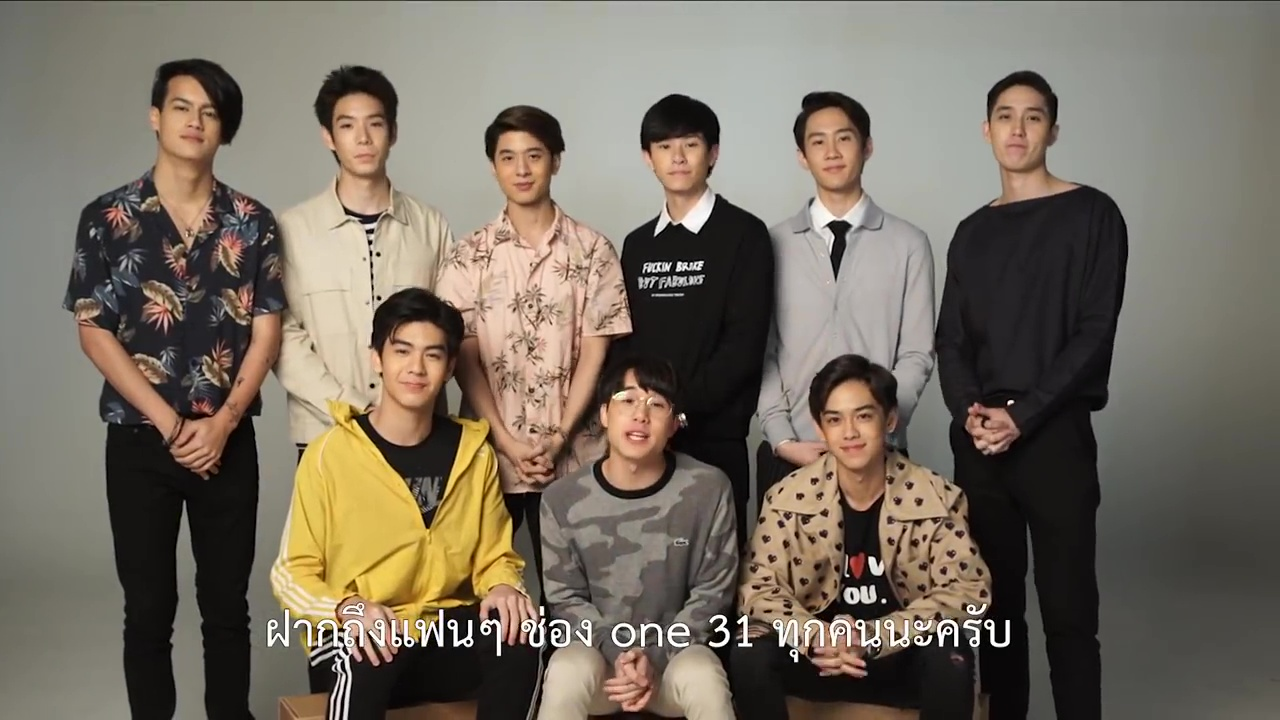
Third Lapat Ngamchaweng cùng các thành viên nhóm nhạc Nine By Nine, trong dự án phim truyền hình In Family We Trust (2019).

Năm 2018, Third rời công ty Kamikaze và dành thời gian tập trung cho việc học cũng như cuộc sống cá nhân. Tuy không tham gia nhiều vào các hoạt động giải trí trong giai đoạn này, nhưng anh vẫn là gương mặt được nhiều khán giả mến mộ.
Tháng 3 năm 2018, Third chính thức trở lại làng giải trí với vai trò là thành viên dự án âm nhạc Nine By Nine (9x9), dự án được khởi xướng bởi công ty quản lý mới của anh là 4NOLOGUE, hợp tác với Nadao Bangkok. Nine By Nine quy tụ chín thành viên đình đám thuộc các lĩnh vực khác nhau như âm nhạc, điện ảnh, và nhận được sự chú ý mạnh mẽ từ dư luận. Dự án kéo dài trong vòng một năm với nhiều hoạt động đa dạng, và kết thúc vào ngày 9 tháng 3 năm 2019 với một liveshow tại IMPACT Arena - khu phức hợp giải trí lớn thứ hai trên toàn châu Á.
Cũng trong quãng thời gian hoạt động với Nine By Nine, Third có cơ hội tham gia vào hai dự án phim truyền hình lớn là Great Men Academy và In Family We Trust. Bộ phim In Family We Trust được ví như một 'bom tấn truyền hình' tại Thái Lan khi quy tự dàn diễn viên hùng hậu thuộc nhiều thế hệ. Tác phẩm đã giành được giải thưởng Phim truyền hình của năm tại lễ trao giải KAZZ Awards 2019.
Cuối năm 2019, Third tiếp tục ra mắt với vai trò là thành viên nhóm nhạc TRINITY, cùng ba cựu thành viên khác của Nine By Nine là Jamyjames, Porsche và Jackie. Anh cũng đảm nhiệm vị trí Main Vocal (Giọng ca chính) của nhóm. Họ đã ra mắt album đầu tay mang tên The Elements, bao gồm bốn ca khúc. Trong album, các thành viên thử nghiệm nhiều phong cách đa dạng với các dòng nhạc khác nhau như ballad, R&B và hip-hop.
Tháng 3 năm 2020, Third tham gia vào mùa thứ chín của cuộc thi The Mask Singer (The Mask งานวัด) của đài truyền hình Workpoint TV với hình tượng mặt nạ 'Hoa Lửa' và lọt vào vòng chung kết cuộc thi. Các phần trình diễn của anh đều nhận được phản hồi tích cực từ khán giả. Nhiều người cho rằng việc dừng bước tại vòng chung kết của Third là một tiếc nuối lớn, khi anh đã chứng minh thực lực đáng nể không chỉ trong kỹ năng biểu diễn mà còn cả trong tư duy âm nhạc. MC của chương trình, Kan Kantathavorn đã gọi Third là minh chứng cho "một thời kỳ mới của boyband Thái Lan" và nhận được sự đồng thuận của các giám khảo chương trình.
Tháng 2 năm 2020, dự án phim điện ảnh Mother Gamer do Third thủ vai nam chính đã chính thức được công bố. Bộ phim có sự tham gia của thành viên BNK48 Weeraya Zhang, Piyada Chutaratanakul và Tonhon Tuntivechakul. Bộ phim dự kiến ra rạp vào đầu năm 2020 nhưng do ảnh hưởng của dịch Covid-19, Mother Gamer đã chính thức phát hành vào tháng 9 năm 2020 tại Thái Lan, và tại một số quốc gia Châu Á khác trong vài tháng sau đó, bao gồm Việt Nam. Vào ngày 10 tháng 1 năm 2021, bộ phim được phát hành trên Netflix Thái Lan. Sau khi kết thúc chiếu phim tại các rạp ở Việt Nam, bộ phim được phát hành bởi FPT Play dưới tên gọi "Mẹ Tôi Gánh Đội".
Tháng 9 năm 2020, Third tái xuất trên các bảng xếp hạng âm nhạc cùng TRINITY với đĩa đơn 5:59 (Five-Fifty Nine). Đây là ca khúc tri ân của nhóm gửi tới cộng đồng fan hâm mộ, đánh dấu cột mốc 1 năm kể từ khi TRINITY chính thức ra mắt. Đĩa đơn tiếp theo của nhóm, Yesterday Today Tomorrow cũng được phát hành 2 tháng sau đó, là ca khúc mang đậm tinh thần mùa lễ hội. Cả hai sản phẩm đều nhận được phản hồi tích cực từ công chúng.
Tháng 11 năm 2020, Third xác nhận anh sẽ thực hiện concert quy mô lớn cùng TRINITY mang tên TRINITY: Invisible World 2020 - Reality & Imagination vào ngày 26 tháng 12 năm 2020. Ngoài việc phát hành vé truyền thống, buổi biểu diễn cũng được bán vé trực tuyến cho khán giả toàn cầu theo dõi. Do những diễn biến phức tạp của dịch Covid-19 tại Thái Lan, hiện concert đã bị huỷ vô thời hạn.
Tháng 9 năm 2021, Third và TRINITY trở lại sân khấu âm nhạc T-Pop Stage sau nhiều tháng không phát hành sản phẩm mới. Anh cũng được công bố là nam chính của dự án drama series To My Puzzle Pieces do OKAY-D Production sản xuất.
Hiện tại Third đang chuẩn bị cho sản phẩm âm nhạc mới cùng TRINITY tại Seoul, Hàn Quốc. Tuy lịch trình hoạt động của nhóm đã được công bố cho các đơn vị truyền thông, nội dung của sản phẩm âm nhạc này vẫn đang nằm trong vòng bí mật.

## Âm nhạc

### Đĩa đơn solo - Kamikaze
- Reminder (ที่ระทึก) (2014)
- Following (ไปไหนไปกัน) (2014), cùng Thank You Kamikaze
- Just One Word (ขอใช้คำว่ารัก) (2015)
- Hidden Love (แอบรัก) (2015), cùng Marc Kamikaze
- Love Warning (เตือนแล้วนะ) (2016)
- Stay (อยู่ตรงนี้) (2017)

### Đĩa đơn nhóm - Kamikaze
- Dictator (รักกันอย่าบังคับ) (2014), cùng All Kamikaze
- N.E.X.T (กล้ามั้ย)(2015), cùng All Kamikaze

### AlbumEn Route(cùng Nine By Nine) - 4NOLOGUE
- Night Light (2018)
- Hypnotize (2019)
- The Lucky One (2019), nhạc phim Great Men Academy
- Shouldn't (2019)
- Eternity (2019)

### Mini albumThe Elements(cùng TRINITY) - 4NOLOGUE
- Haters Got Nothing (2019)
- IOU (2019)
- Jazzy (2019)
- Hidden Track (2019)

### Đĩa đơn (cùng TRINITY) - 4NOLOGUE
- 5:59 (Five-Fifty Nine) (2020)
- Yesterday Today Tomorrow (2020), cùng TRINITY và các thực tập sinh của 4NOLOGUE
- My Princess (2022)
- Drop Dead (2023), cùng TRINITY và BALLISTIK BOYZ

### Full albumBreath of Desire(cùng TRINITY) - 4NOLOGUE[27]

#### EP.01: Breath (2021 - 2022):
- Life Ain't Over (2021)
- Nobody (2022)
- I Don't Miss You (2022)
- Oh! Oh! (2022)

#### EP.02: Desire (2023):
- Champagne Poppin (2022)
- 100 Days (2023)
- ขอไม่ยินดี (Congrats) (2023)
- Thank You All (2023)

### Đĩa đơn solo - OKAY-D Production
- Blue Moon (2022), nhạc phim To My Puzzle Pieces

### Sản phẩm cover solo
- Lay Me Down (2021), chương trình TRINITY Music On
- ไม่มีเหตุผล (No Reason) (2022), chiến dịch ชวนน้องมาร้องเพลง (Cùng Anh Em Hát) cùng LoveIS Entertainment

### Sản phẩm cover nhóm (cùng Nine By Nine) - 4NOLOGUE[28][29]
- ฝัน หวาน อาย จูบ (Fun Whan Aye Joob) (2018)
- พูดไม่คิด (Pood Mai Kid) (2018)
- Bad Luck (2018)
- คนที่ไม่ใช่ (Khon Tee Mai Chai) (2018)
- รักโกรธ (Ruk Krod) (2018)
- เพื่อนสนิท (Puen Sa Nid) (2018)
- ขอบคุณกันและกัน (Kaup Koon Gun Lae Gun) (2018)
- Little Things (2018)
- ดาว (Dao) (2018)
- พริบตา (Prip Dtah) (2018)
- รักเธอทั้งหมดของหัวใจ (Ruk Tur Tung Mot Kaung Hua Jai) (2018)
- Day 1 (2018)
- เรื่องบนเตียง (Reung Bon Teing) (2018)
- นอนน้อย (Non Noy) (2018)
- Light Down Low (2018)
- วิญญาณ (Winyahn) (2018)
- ร้อยล้านวิว (Roy Lan View) (2018)
- เธอเก่ง (Ter Keng) (2018)
- เมื่อวาน (Muer Wan) (2018)

## Phim ảnh
| Năm phát hành | Tựa phim                    | Thể loại      | Nhân vật              | Ghi chú       |
| ------------- | --------------------------- | ------------- | --------------------- | ------------- |
| 2012          | Romeo and Juliet (remake)   | Phim độc lập  | Romeo                 | Vai nam chính |
| 2014          | 5 Degrees 37 Minutes        | Phim ngắn     | Kla                   | Vai nam chính |
| 2017          | 21 Days, I Love You         | Phim dài tập  | Rain                  | Vai nam chính |
| 2018          | In Family We Trust          | Phim dài tập  | Tao                   | Vai phụ       |
| 2019          | Great Men Academy           | Phim dài tập  | Nuclear               | Vai phụ       |
| 2020          | Mother Gamer                | Phim điện ảnh | Kobsak Wongwichittsuk | Vai nam chính |
| 2021          | To My Puzzle Pieces         | Phim dài tập  | Key                   | Vai nam chính |
| 2024          | Achilles Curse [sắp ra mắt] | Phim điện ảnh | Luke                  | Vai nam chính |

## Giải thưởng và đề cử
| Năm  | Tác phẩm đề cử     | Hạng mục                                           | Lễ trao giải                                                   | Kết quả      | Nguồn  |
| ---- | ------------------ | -------------------------------------------------- | -------------------------------------------------------------- | ------------ | ------ |
| 2019 | In Family We Trust | Đội nhóm xuất sắc nhất                             | Nataraj Awards lần thứ 10                                      | Đoạt giải    | [ 31 ] |
| 2019 | "Night Light"      | Bài hát hay nhất (cùng với Nine by Nine)           | Giải Line TV lần thứ 2                                         | Đề cử        | [ 32 ] |
| 2019 | Nine by Nine       | Top Talk-About Artist                              | Giải MThai Top Talk-About 2019                                 | Đoạt giải    | [ 33 ] |
| 2019 | Nine by Nine       | Nghệ sĩ đang lên                                   | Kazz Awards 2019                                               | Đoạt giải    | [ 34 ] |
| 2020 | TRINITY            | Nghệ sĩ Thái Lan nổi tiếng quốc tế                 | Komchadluek Awards lần thứ 16                                  | Đề cử        | [ 35 ] |
| 2020 | TRINITY            | Nghệ sĩ xu hướng                                   | Kazz Awards 2020                                               | Đoạt giải    | [ 36 ] |
| 2020 | TRINITY            | Nghệ sĩ mới của năm                                | Giải thưởng âm nhạc Joox Thái Lan 2020                         | Đề cử        | [ 37 ] |
| 2021 | Mother Gamer       | Nam diễn viên chính xuất sắc nhất                  | Komchadluek Awards lần thứ 17                                  | Đề cử        | [ 38 ] |
| 2021 | Mother Gamer       | Nam diễn viên chính xuất sắc nhất                  | Giải thưởng của Hiệp hội Đạo diễn Điện ảnh Thái Lan lần thứ 11 | Đề cử        | [ 39 ] |
| 2021 | Mother Gamer       | Nam diễn viên chính xuất sắc nhất                  | Giải thưởng Điện ảnh Starpics Thái Lan lần thứ 18              | Đề cử        | [ 40 ] |
| 2021 | Mother Gamer       | Giải thưởng truyền thông sáng tạo đạo đức cho phim | Giải thưởng Truyền thông Đạo đức 2020                          | Đoạt giải    | [ 41 ] |
| 2021 | TRINITY            | Nghệ sĩ được giới trẻ yêu thích nhất - Nhóm        | Giải thưởng Tuổi trẻ Thái Lan Master 2020-2021                 | Đoạt giải    | [ 42 ] |
| 2021 | TRINITY            | Nghệ sĩ xã hội hàng đầu của năm                    | Giải thưởng Âm nhạc Joox Thái Lan 2021                         | Đề cử        | [ 43 ] |
| 2021 | In Family We Trust | Dàn diễn viên xuất sắc nhất                        | White TV Awards lần thứ 2                                      | Đoạt giải    | [ 44 ] |
| 2021 | TRINITY            | Nghệ sĩ nhóm được yêu thích                        | Maya Awards 2021                                               | Chưa công bố | [ 45 ] |
| 2021 | TRINITY            | Nghệ sĩ xu hướng                                   | Kazz Awards 2021                                               | Chưa công bố | [ 46 ] |

## Đời tư
Sở thích của Third bao gồm hát, chơi golf, bóng đá và xem đấm bốc. Theo chia sẻ của các thành viên TRINITY, Third là một người ưa các hoạt động thể thao ngoài trời và rất giỏi đá bóng. Tuy vậy, anh lại không thích chơi những trò chơi cảm giác mạnh như tàu lượn siêu tốc tại các công viên giải trí.
Hiện tại Third đang độc thân nhưng anh cũng bày tỏ ý định muốn kết hôn và sinh con trước năm 30 tuổi.
Third từng có tin đồn tình cảm với nữ diễn viên Nutcha-Jeka Schumacher, nữ diễn viên Patricia-Tanchanok Good và nữ ca sỹ Faye-Pornpawee Neerasingh (nhóm nhạc FFK) , nhưng anh đều lên tiếng phủ nhận trước truyền thông, rằng giữa họ chỉ là bạn bè thân thiết.
Trong gia đình, Third rất thân thiết với mẹ và mẹ cũng chính là người luôn theo sát các hoạt động nghệ thuật của anh trong nhiều năm qua. Tuy vậy anh lại sợ mẹ hơn là sợ bố, vì mẹ là người nóng tinh hơn. Third cũng tiết lộ bố anh thường xuyên theo dõi các sản phẩm âm nhạc của mình và đọc các phản ứng của người hâm mộ nhiều hơn anh.
Third sở hữu khả năng nói tiếng Anh lưu loát do anh đã theo học tại trường quốc tế ngay từ bậc tiểu học. Tại đây tất cả mọi người từ học sinh tới giáo viên đều mang nhiều quốc tịch, và tiếng Anh là ngôn ngữ duy nhất được sử dụng. Tháng 7 năm 2019, anh đã có cơ hội thể hiện khả năng tiếng Anh của mình tại chương trình Loukgolf's English Room - một webshow học Tiếng Anh được ưa thích tại Thái Lan. Trong các hoạt động giao lưu cùng người hâm mộ của TRINITY, Third cũng luôn là đại diện gửi lời nhắn tới các fan hâm mộ quốc tế.
Tháng 3 năm 2020, Third và hai người bạn thân là 'Gun' Napat Na Ranong (thành viên nhóm nhạc TEMPT) và Ice-Methakon Suphaphandthari đã cho phát hành tập sách ảnh The Wanderers Photobook. Đây là sản phẩm thuộc luận án tốt nghiệp đại học của họ tại khoa Nghệ thuật Truyền thông, Đại học Chulalongkorn. Trong cuốn sách này, họ cùng nhau ghi lại những hình ảnh của Third và Gun tại các địa điểm văn hóa nổi tiếng tại Bangkok, với mục đích quảng bá du lịch bản địa và góp phần đẩy lùi những ảnh hưởng tiêu cực do dịch bệnh Covid-19 đã gây ra đối với kinh tế Thái Lan. Họ cũng cam kết trong dự án sẽ đóng góp một phần doanh thu cho bệnh viện Phra Nang Klao để hỗ trợ mua các trang thiết bị y tế cần thiết. Một phần khác sẽ được đóng góp cho các quỹ phát triển cộng đồng tại địa phương.
Tháng 4 năm 2020, Third cùng những người bạn học tại khoa Nghệ thuật Truyền thông, Đại học Chulalongkorn thành lập thương hiệu kem Munchies tại Bangkok, Thái Lan. Đây được cho là dự án kinh doanh chính thức đầu tiên của anh.
Tháng 10 năm 2020, Third tốt nghiệp hệ cử nhân khoa Nghệ thuật Truyền thông của Đại học Chulalongkorn, tạm kết thúc chặng đường học tập. Tuy vậy khi chia sẻ với báo giới, anh cũng cho hay mong muốn theo học ngành Quản trị Kinh doanh (MBA) ở bậc cao hơn.